# Baranec
Der Baranec (polnisch Baraniec) ist ein 2185 m n.m. hoher Berg im slowakischen Teil der Westtatra und deren dritthöchster Berg hinter Bystrá und Jakubina. Er befindet sich auf einem vom Berg Plačlivé (2125 m n.m.) südwärts verlaufenden Grat, der unmittelbar südlich von Baranec ins Tal abfällt.
Wegen seiner Dominanz über dem Liptauer Talkessel war der Baranec in der Vergangenheit als höchster Punkt der Liptau angesehen und trägt auch den Beinamen „Spitze der Liptau“ (slowakisch Štít Liptova).
Es gibt mehrere Ausgangspunkte zum Gipfel: vom nördlich gelegenen Sattel Žiarske sedlo über gelbe Wegmarkierung, vom südwestlich gelegenen Ende des Tals Žiarska dolina (Gemeinde Žiar) über ebenfalls gelbe Wegmarkierung oder vom südöstlich gelegenen Tal Úzka dolina (Gemeinde Jakubovany) über grüne Wegmarkierung.